# Gilliesia (plantengeslacht)
Gilliesia is een geslacht uit de narcisfamilie (Amaryllidaceae). De soorten komen voor in Chili en Argentinië.

## Soorten
- Gilliesia atropurpurea (Phil.) M.F.Fay & Christenh.
- Gilliesia attenuata (Ravenna) M.F.Fay & Christenh.
- Gilliesia brevicoalita (Ravenna) M.F.Fay & Christenh.
- Gilliesia curacavina (Ravenna) M.F.Fay & Christenh.
- Gilliesia curicana Ravenna
- Gilliesia cuspidata (Harv. ex Baker) M.F.Fay & Christenh.
- Gilliesia dimera Ravenna
- Gilliesia graminea Lindl.
- Gilliesia isopetala Ravenna
- Gilliesia miersioides (Phil.) M.F.Fay & Christenh.
- Gilliesia monophylla Reiche
- Gilliesia montana Poepp. & Endl.
- Gilliesia nahuelbutae Ravenna

... · 
Acis · 
Amaryllis · 
Boophone · 
Clivia · 
Crinum (Haaklelie) · 
Galanthus (Sneeuwklokje) · 
Hippeastrum · 
Hymenocallis · 
Leucojum (Narcisklokje) · 
Narcissus (Narcis) · 
Pancratium · 
Scadoxus · 
Sprekelia · 
Sternbergia · 
...